# Doomguy
Doomguy, även känd som Doom Slayer i senare spel, är huvudkaraktären och protagonist i Doom-spelserien, utvecklad av id Software. Karaktären debuterade i det första Doom-spelet från 1993 och har blivit en ikon inom spelvärlden som symbolen för outtröttlig kamp mot demoniska krafter. Doomguy kännetecknas av sin tystlåtenhet, extrema styrka och orubbliga hämndlystnad mot helvetets invånare .

## Bakgrund
Han var ursprungligen en mänsklig marinsoldat från Jorden som blev avskedad från tjänst efter att ha vägrat lyda en order att skjuta på obeväpnade civila. Som straff skickades han till en säkerhetspost vid UAC:s forskningsbas på Mars.
När ett experiment på basen gick fel och portaler till helvetet öppnades, blev Doomguy den sista linjen av försvar mot demonernas invasion. Han kämpade sig genom Mars' månar Phobos och Deimos, samt helvetet självt, för att hindra demonernas framfart. Vid sin återkomst till Jorden upptäckte han att planeten blivit övertagen av demoner, och bland de dödade fanns hans egen familj och hans kanin Daisy. Detta motiverade honom ytterligare att bekämpa demonerna.
Senare blev Doomguy en legend, känd som Doom Slayer, efter att ha besegrat otaliga demoniska horder och blivit en del av den mytomspunna Sentinel-ordern på planeten Argent D’Nur. Han utrustades med övernaturlig styrka och skicklighet efter att ha genomgått prövningar i deras Divinity Machine. Trots förräderi och ändlösa strider i helvetet har Doomguy blivit både fruktad och respekterad, en symbol för mänsklighetens obevekliga kamp mot ondskan.